# Прапор Республіки Алтай
Прапор Республіки Алтай є державним символом Республіки Алтай. Прийнятий Парламентом Республіки 3 березня 1993 року.

## Опис
Прапор Республіки Алтай являє собою прямокутне полотнище із чотирьох горизонтальних смуг: верхня — білого кольору, нижня — блакитного, вузькі смуги — білого й блакитного кольорів. Два кольори прапора Республіки Алтай відповідають кольорам Державного прапора Російської Федерації й підкреслюють, що Республіка Алтай є суб'єктом Російської Федерації. Блакитні смуги є символом чистоти, неба, гір, річок та озер Алтаю. Білі смуги персоніфікують вічність, прагнення до відродження, любові й згоди народів Республіки Алтай.
Співвідношення смуг становить 1/4, 1/25 і 1/25 до ширини прапора. Відношення ширини прапора до його довжини 2:3.

## Історичний прапор

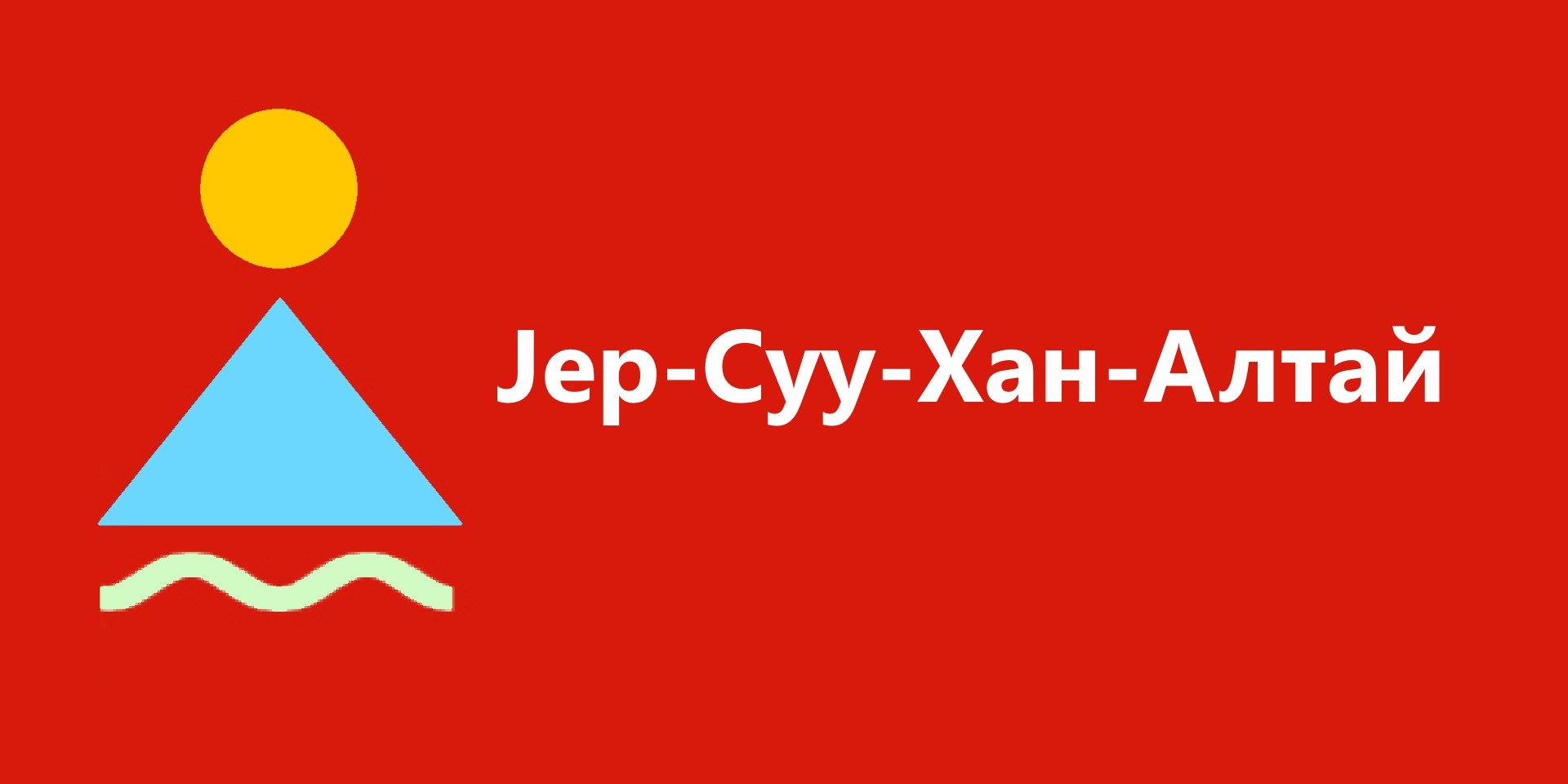
Реконструкція прапору Каракорум-Алтаю.

Революційні події 1917 року підняли національну свідомість алтайців. 1917 року художник-пейзажист Г. Гуркін, учень І.Шишкіна, було створено прапор алтайців: на червоному тлі з лівого боку трикутник, що символізує собою гори величного Алтаю, під трикутником — хвилі молочно-зеленого кольору — символ річки Катунь, над трикутником — сонце. Всі фігури символізують землю, сонце і воду, що є основними елементами релігійного світогляду алтайців. За прапорі напис «Jep-Cyy-Хан-Алтай».